# Mfou
Mfou è un comune del Camerun, capoluogo del dipartimento di Méfou e Afamba nella regione del Centro.